# Eudicrana nicholsoni
Eudicrana nicholsoni är en tvåvingeart som först beskrevs av Tonnoir 1929.  Eudicrana nicholsoni ingår i släktet Eudicrana och familjen svampmyggor. Inga underarter finns listade i Catalogue of Life.